# Élections législatives de 1968 dans les Ardennes
Les élections législatives françaises de 1968 se déroulent les 23 et 30 juin 1968. Dans le département des Ardennes, trois députés sont à élire dans le cadre de trois circonscriptions.

## Élus
| Circonscription | Député sortant | Parti | Parti       | Député élu ou réélu | Parti | Parti       |
| --------------- | -------------- | ----- | ----------- | ------------------- | ----- | ----------- |
| 1re             | Lucien Meunier |       | UDR         | Lucien Meunier      |       | UDR         |
| 2e              | André Lebon    |       | FGDS (SFIO) | André Lebon         |       | FGDS (SFIO) |
| 3e              | Guy Desson     |       | PSU         | Jacques Sourdille   |       | UDR         |

## Résultats

### Résultats à l'échelle du département
| Parti          | Parti                                           | Premier tour | Premier tour | Second tour | Second tour | Sièges |
| Parti          | Parti                                           | Voix         | %            | Voix        | %           | Sièges |
| -------------- | ----------------------------------------------- | ------------ | ------------ | ----------- | ----------- | ------ |
|                | Union pour la défense de la République          | 46 708       | 35,49        | 70 754      | 54,40       | 2      |
|                | Divers droite (gaulliste)                       | 8 364        | 6,36         | Retrait     | Retrait     | 0      |
|                | Républicains indépendants                       | 2 257        | 1,71         |             |             | 0      |
|                | Union des républicains de progrès               | 57 329       | 43,56        | 70 754      | 54,40       | 2      |
|                |                                                 |              |              |             |             |        |
|                | Section française de l'Internationale ouvrière  | 19 689       | 14,96        | 24 075      | 18,51       | 1      |
|                | Convention des institutions républicaines       | 11 222       | 8,53         | 19 644      | 15,10       | 0      |
|                | Fédération de la gauche démocrate et socialiste | 30 911       | 23,49        | 43 719      | 33,61       | 1      |
|                |                                                 |              |              |             |             |        |
|                | Parti communiste français                       | 26 997       | 20,51        | 15 592      | 11,99       | 0      |
|                | Progrès et démocratie moderne                   | 16 372       | 12,44        | Retrait     | Retrait     | 0      |
|                |                                                 |              |              |             |             |        |
| Inscrits       | Inscrits                                        | 164 382      | 100,00       | 164 374     | 100,00      | 3      |
| Abstentions    | Abstentions                                     | 30 772       | 18,72        | 30 530      | 18,57       |        |
| Votants        | Votants                                         | 133 610      | 81,28        | 133 844     | 81,43       |        |
| Blancs et nuls | Blancs et nuls                                  | 2 001        | 1,5          | 3 779       | 2,82        |        |
| Exprimés       | Exprimés                                        | 131 609      | 98,5         | 130 065     | 97,18       |        |

### Résultats par circonscription

#### Première circonscription (Mézières - Rethel)
| Candidat       | Candidat                     | Parti          | Premier tour | Premier tour | Second tour | Second tour |  |
| Candidat       | Candidat                     | Parti          | Voix         | %            | Voix        | %           |  |
| -------------- | ---------------------------- | -------------- | ------------ | ------------ | ----------- | ----------- |  |
|                | Lucien Meunier sortant réélu | UDR (URP)      | 19 509       | 46,02        | 24 884      | 61,48       |  |
|                | Raymond Deparpe              | PCF            | 9 577        | 22,59        | 15 592      | 38,52       |  |
|                | Roger Mas                    | FGDS (SFIO)    | 6 830        | 16,11        | Retrait     | Retrait     |  |
|                | Michel Colinet               | CNIP (PDM)     | 6 481        | 15,29        | Retrait     | Retrait     |  |
|                |                              |                |              |              |             |             |  |
| Inscrits       | Inscrits                     | Inscrits       | 53 395       | 100,00       | 53 403      | 100,00      |  |
| Abstentions    | Abstentions                  | Abstentions    | 10 229       | 19,16        | 11 030      | 20,65       |  |
| Votants        | Votants                      | Votants        | 43 166       | 80,84        | 42 373      | 79,35       |  |
| Blancs et nuls | Blancs et nuls               | Blancs et nuls | 769          | 1,78         | 1 897       | 4,48        |  |
| Exprimés       | Exprimés                     | Exprimés       | 42 397       | 98,22        | 40 476      | 95,52       |  |

#### Deuxième circonscription (Charleville - Givet)
| Candidat       | Candidat                  | Parti          | Premier tour | Premier tour | Second tour | Second tour |  |
| Candidat       | Candidat                  | Parti          | Voix         | %            | Voix        | %           |  |
| -------------- | ------------------------- | -------------- | ------------ | ------------ | ----------- | ----------- |  |
|                | Jean Le Gall              | UDR (URP)      | 17 762       | 37,02        | 23 623      | 49,53       |  |
|                | André Lebon sortant réélu | FGDS (SFIO)    | 12 859       | 26,8         | 24 075      | 50,47       |  |
|                | René Visse                | PCF            | 11 078       | 23,09        | Retrait     | Retrait     |  |
|                | Maurice Blin              | CD (PDM)       | 6 279        | 13,09        | Retrait     | Retrait     |  |
|                |                           |                |              |              |             |             |  |
| Inscrits       | Inscrits                  | Inscrits       | 59 351       | 100,00       | 59 342      | 100,00      |  |
| Abstentions    | Abstentions               | Abstentions    | 10 766       | 18,14        | 10 671      | 17,98       |  |
| Votants        | Votants                   | Votants        | 48 585       | 81,86        | 48 671      | 82,02       |  |
| Blancs et nuls | Blancs et nuls            | Blancs et nuls | 607          | 1,25         | 973         | 2           |  |
| Exprimés       | Exprimés                  | Exprimés       | 47 978       | 98,75        | 47 698      | 98          |  |

#### Troisième circonscription (Sedan - Vouziers)
| Candidat       | Candidat              | Parti                     | Premier tour | Premier tour | Second tour | Second tour |  |
| Candidat       | Candidat              | Parti                     | Voix         | %            | Voix        | %           |  |
| -------------- | --------------------- | ------------------------- | ------------ | ------------ | ----------- | ----------- |  |
|                | Guy Desson sortant    | FGDS                      | 11 222       | 27,22        | 19 644      | 46,89       |  |
|                | Jacques Sourdille élu | UDR (URP)                 | 9 437        | 22,89        | 22 247      | 53,11       |  |
|                | Henri Vin             | Divers droite (Gaulliste) | 8 364        | 20,28        | Retrait     | Retrait     |  |
|                | Guy du Souich         | PCF                       | 6 342        | 15,38        | Retrait     | Retrait     |  |
|                | Robert Chazelle       | CD (PDM)                  | 3 612        | 8,76         |             |             |  |
|                | Pierre Vassal         | RI                        | 2 257        | 5,47         |             |             |  |
|                |                       |                           |              |              |             |             |  |
| Inscrits       | Inscrits              | Inscrits                  | 51 636       | 100,00       | 51 629      | 100,00      |  |
| Abstentions    | Abstentions           | Abstentions               | 9 777        | 18,93        | 8 829       | 17,1        |  |
| Votants        | Votants               | Votants                   | 41 859       | 81,07        | 42 800      | 82,9        |  |
| Blancs et nuls | Blancs et nuls        | Blancs et nuls            | 625          | 1,49         | 909         | 2,12        |  |
| Exprimés       | Exprimés              | Exprimés                  | 41 234       | 98,51        | 41 891      | 97,88       |  |